# Lengyelország a 2006. évi téli olimpiai játékokon
Lengyelország az olaszországi Torinóban megrendezett 2006. évi téli olimpiai játékok egyik részt vevő nemzete volt. Az országot az olimpián 11 sportágban 45 sportoló képviselte, akik összesen 2 érmet szereztek.

## Érmesek
| Érem  | Versenyző         | Sportág | Versenyszám             |
| ----- | ----------------- | ------- | ----------------------- |
| Ezüst | Tomasz Sikora     | Biatlon | Férfi 15 km tömegrajtos |
| Bronz | Justyna Kowalczyk | Sífutás | Női 30 km               |

## Alpesisí
Férfi
| Versenyző    | Versenyszám            | 1. futam | 1. futam | 2. futam      | 2. futam      | Összesítés | Összesítés |
| Versenyző    | Versenyszám            | Idő      | Hely.    | Idő           | Hely.         | Idő        | Helyezés   |
| ------------ | ---------------------- | -------- | -------- | ------------- | ------------- | ---------- | ---------- |
| Michał Kałwa | Lesiklás               |          |          |               |               | 1:56,81    | 44.        |
| Michał Kałwa | Műlesiklás             | 59,82    | 40.      | nem ért célba | nem ért célba | kiesett    | kiesett    |
| Michał Kałwa | Szuperóriás-műlesiklás |          |          |               |               | 1:36,25    | 45.        |

| Versenyző    | Versenyszám | Lesiklás | Lesiklás | Műlesiklás    | Műlesiklás    | Műlesiklás | Műlesiklás | Műlesiklás | Műlesiklás | Összesítés | Összesítés |
| Versenyző    | Versenyszám | Lesiklás | Lesiklás | 1. futam      | 1. futam      | 2. futam   | 2. futam   | Össz.      | Össz.      | Összesítés | Összesítés |
| Versenyző    | Versenyszám | Idő      | Hely.    | Idő           | Hely.         | Idő        | Hely.      | Idő        | Hely.      | Idő        | Helyezés   |
| ------------ | ----------- | -------- | -------- | ------------- | ------------- | ---------- | ---------- | ---------- | ---------- | ---------- | ---------- |
| Michał Kałwa | Összetett   | 1:42,72  | 38.      | nem ért célba | nem ért célba | kiesett    | kiesett    | kiesett    | kiesett    | kiesett    | kiesett    |

Női
| Versenyző            | Versenyszám      | 1. futam | 1. futam | 2. futam | 2. futam | Összesítés | Összesítés |
| Versenyző            | Versenyszám      | Idő      | Hely.    | Idő      | Hely.    | Idő        | Helyezés   |
| -------------------- | ---------------- | -------- | -------- | -------- | -------- | ---------- | ---------- |
| Dagmara Krzyżyńska   | Óriás-műlesiklás | 1:03,86  | 30.      | 1:12,05  | 25.      | 2:15,91    | 25.        |
| Katarzyna Karasińska | Műlesiklás       | 45,41    | 33.      | 48,89    | 30.      | 1:34,30    | 30.        |

## Biatlon
Férfi
| Versenyző                                                         | Versenyszám           | Lövőhiba    | Időeredmény | Helyezés |
| ----------------------------------------------------------------- | --------------------- | ----------- | ----------- | -------- |
| Grzegorz Bodziana                                                 | 10 km sprint          | 1 (0+1)     | 30:08,4     | 67.      |
| Grzegorz Bodziana                                                 | 20 km egyéni          | 5 (0+2+1+2) | 1:03:39,6   | 72.      |
| Michał Piecha                                                     | 10 km sprint          | 2 (1+1)     | 30:01,6     | 64.      |
| Krzysztof Pływaczyk                                               | 20 km egyéni          | 4 (1+0+2+1) | 1:04:12,9   | 75.      |
| Tomasz Sikora                                                     | 10 km sprint          | 2 (1+1)     | 27:54,3     | 19.      |
| Tomasz Sikora                                                     | 12,5 km üldözőverseny | 4 (2+0+1+1) | 37:31,6     | 18.      |
| Tomasz Sikora                                                     | 15 km tömegrajtos     | 1 (0+0+0+1) | 47:26,3     |          |
| Tomasz Sikora                                                     | 20 km egyéni          | 3 (1+1+1+0) | 57:22,1     | 21.      |
| Wiesław Ziemianin                                                 | 10 km sprint          | 0 (0+0)     | 28:10,1     | 25.      |
| Wiesław Ziemianin                                                 | 12,5 km üldözőverseny | 1 (0+1+0+0) | 38:42,3     | 28.      |
| Wiesław Ziemianin                                                 | 20 km egyéni          | 4 (2+0+1+1) | 1:01:16,0   | 53.      |
| Wiesław Ziemianin Tomasz Sikora Michał Piecha Krzysztof Pływaczyk | 4 × 7,5 km váltó      | 2+10        | 1:26:57,0   | 13.      |

Női
| Versenyző                                                            | Versenyszám         | Lövőhiba    | Időeredmény | Helyezés   |
| -------------------------------------------------------------------- | ------------------- | ----------- | ----------- | ---------- |
| Magdalena Grzywa                                                     | 15 km egyéni        | 7 (2+0+3+2) | 1:00:41,3   | 71.        |
| Magdalena Gwizdoń                                                    | 7,5 km sprint       | 1 (0+1)     | 23:54,7     | 20.        |
| Magdalena Gwizdoń                                                    | 10 km üldözőverseny | 3 (1+0+1+1) | 41:12,6     | 21.        |
| Magdalena Gwizdoń                                                    | 12,5 km tömegrajtos | 5 (0+2+2+1) | 45:59,5     | 29.        |
| Magdalena Gwizdoń                                                    | 15 km egyéni        | 4 (1+1+1+1) | 55:17,5     | 33.        |
| Magdalena Nykiel                                                     | 7,5 km sprint       | 1 (1+0)     | 25:32,2     | 56.        |
| Magdalena Nykiel                                                     | 10 km üldözőverseny | 5 (0+3+1+1) | lekörözték  | lekörözték |
| Krystyna Pałka                                                       | 7,5 km sprint       | 1 (0+1)     | 24:07,3     | 25.        |
| Krystyna Pałka                                                       | 10 km üldözőverseny | 5 (2+1+1+1) | 43:26,5     | 37.        |
| Krystyna Pałka                                                       | 12,5 km tömegrajtos | 3 (1+2+0+0) | 46:31,5     | 30.        |
| Krystyna Pałka                                                       | 15 km egyéni        | 0 (0+0+0+0) | 51:50,7     | 5.         |
| Katarzyna Ponikwia                                                   | 7,5 km sprint       | 1 (1+0)     | 26:17,3     | 63.        |
| Katarzyna Ponikwia                                                   | 15 km egyéni        | 4 (2+1+1+0) | 57:32,7     | 56.        |
| Krystyna Pałka Magdalena Gwizdoń Katarzyna Ponikwia Magdalena Grzywa | 4 × 6 km váltó      | 0+8         | 1:20:29,3   | 7.         |

## Bob
Férfi
| Versenyző                                                       | Versenyszám | 1. futam | 1. futam | 2. futam | 2. futam | 3. futam | 3. futam | 4. futam | 4. futam | Összesítés | Összesítés |
| Versenyző                                                       | Versenyszám | Idő      | Hely.    | Idő      | Hely.    | Idő      | Hely.    | Idő      | Hely.    | Idő        | Helyezés   |
| --------------------------------------------------------------- | ----------- | -------- | -------- | -------- | -------- | -------- | -------- | -------- | -------- | ---------- | ---------- |
| Dawid Kupczyk Michał Zblewski Mariusz Latkowski Marcin Płacheta | Négyes      | 55,89    | 15.      | 55,79    | 12.      | 55,85    | 17.      | 55,49    | 11.      | 3:43,02    | 15.        |

## Gyorskorcsolya
Férfi
| Versenyző           | Versenyszám | 1. futam | 1. futam | 2. futam | 2. futam | Eredmény | Helyezés |
| Versenyző           | Versenyszám | Idő      | Hely.    | Idő      | Hely.    | Eredmény | Helyezés |
| ------------------- | ----------- | -------- | -------- | -------- | -------- | -------- | -------- |
| Konrad Niedźwiedzki | 1000 m      |          |          |          |          | 1:09,95  | 13.      |
| Konrad Niedźwiedzki | 1500 m      |          |          |          |          | 1:48,09  | 12.*     |
| Maciej Ustynowicz   | 500 m       | 36,09    | 26.      | 51,92    | 37.      | 88,01    | 36.      |
| Maciej Ustynowicz   | 1000 m      |          |          |          |          | kizárták | kizárták |
| Artur Waś           | 500 m       | 36,43    | 33.      | 36,61    | 35.      | 73,04    | 32.      |
| Paweł Zygmunt       | 5000 m      |          |          |          |          | 6:35,01  | 18.      |

Női
| Versenyző          | Versenyszám | Eredmény | Helyezés |
| ------------------ | ----------- | -------- | -------- |
| Katarzyna Wójcicka | 1000 m      | 1:17,28  | 8.       |
| Katarzyna Wójcicka | 1500 m      | 1:59,96  | 11.      |
| Katarzyna Wójcicka | 3000 m      | 4:09,61  | 10.      |
| Katarzyna Wójcicka | 5000 m      | 7:28,09  | 16.      |

* - egy másik versenyzővel azonos eredményt ért el

## Műkorcsolya
| Versenyző                      | Versenyszám | Rövid program | Rövid program | Kűr    | Kűr   | Összesítés | Összesítés |
| Versenyző                      | Versenyszám | Pont          | Hely.         | Pont   | Hely. | Pont       | Helyezés   |
| ------------------------------ | ----------- | ------------- | ------------- | ------ | ----- | ---------- | ---------- |
| Dorota Zagórska Mariusz Siudek | Páros       | 56,10         | 9.            | 109,85 | 8.    | 165,95     | 9.         |

| Versenyző                   | Versenyszám | Kötelező tánc | Kötelező tánc | Eredeti (original) tánc | Eredeti (original) tánc | Kűr   | Kűr   | Összesítés | Összesítés |
| Versenyző                   | Versenyszám | Pont          | Hely.         | Pont                    | Hely.                   | Pont  | Hely. | Pont       | Helyezés   |
| --------------------------- | ----------- | ------------- | ------------- | ----------------------- | ----------------------- | ----- | ----- | ---------- | ---------- |
| Aleksandra Kauc Michał Zych | Jégtánc     | 24,93         | 21.           | 42,06                   | 22.                     | 69,61 | 22.   | 136,60     | 21.        |

## Rövidpályás gyorskorcsolya
Férfi
| Versenyző       | Versenyszám | Előfutam | Előfutam | Negyeddöntő | Negyeddöntő | Elődöntő | Elődöntő | B döntő | B döntő | Döntő   | Döntő   | Helyezés |
| Versenyző       | Versenyszám | Idő      | Hely.    | Idő         | Hely.       | Idő      | Hely.    | Idő     | Hely.   | Idő     | Hely.   | Helyezés |
| --------------- | ----------- | -------- | -------- | ----------- | ----------- | -------- | -------- | ------- | ------- | ------- | ------- | -------- |
| Dariusz Kulesza | 500 m       | 43,416   | 2.       | kizárták    | kizárták    | kiesett  | kiesett  | kiesett | kiesett | kiesett | kiesett | kiesett  |
| Dariusz Kulesza | 1000 m      | 1:29,102 | 2.       | 1:30,556    | 4.          | kiesett  | kiesett  | kiesett | kiesett | kiesett | kiesett | 11.      |
| Dariusz Kulesza | 1500 m      | 2:24,118 | 5.       |             |             | kiesett  | kiesett  | kiesett | kiesett | kiesett | kiesett | 22.      |

## Sífutás
Férfi
| Versenyző                       | Versenyszám  | Selejtező | Selejtező | Negyeddöntő | Negyeddöntő | Elődöntő | Elődöntő | B döntő | B döntő | Döntő   | Döntő    |
| Versenyző                       | Versenyszám  | Idő       | Hely.     | Idő         | Hely.       | Idő      | Hely.    | Idő     | Hely.   | Idő     | Helyezés |
| ------------------------------- | ------------ | --------- | --------- | ----------- | ----------- | -------- | -------- | ------- | ------- | ------- | -------- |
| Janusz Krężelok                 | Sprint       | 2:20,04   | 23.       | 2:21,6      | 4.          | kiesett  | kiesett  | kiesett | kiesett | kiesett | 19.      |
| Janusz Krężelok                 | 15 km        |           |           |             |             |          |          |         |         | 40:24,5 | 25.      |
| Maciej Kreczmer                 | Sprint       | 2:20,83   | 33.       | kiesett     | kiesett     | kiesett  | kiesett  | kiesett | kiesett | kiesett | 33.      |
| Maciej Kreczmer Janusz Krężelok | Csapatsprint | 17:27,1   | 5.        |             |             |          |          |         |         | 17:26,3 | 7.       |

Női
| Versenyző         | Versenyszám | Selejtező | Selejtező | Negyeddöntő | Negyeddöntő | Elődöntő | Elődöntő | B döntő | B döntő | Döntő         | Döntő         |
| Versenyző         | Versenyszám | Idő       | Hely.     | Idő         | Hely.       | Idő      | Hely.    | Idő     | Hely.   | Idő           | Helyezés      |
| ----------------- | ----------- | --------- | --------- | ----------- | ----------- | -------- | -------- | ------- | ------- | ------------- | ------------- |
| Justyna Kowalczyk | Sprint      | 2:21,19   | 44.       | kiesett     | kiesett     | kiesett  | kiesett  | kiesett | kiesett | kiesett       | 44.           |
| Justyna Kowalczyk | 10 km       |           |           |             |             |          |          |         |         | nem ért célba | nem ért célba |
| Justyna Kowalczyk | 15 km       |           |           |             |             |          |          |         |         | 43:25,6       | 8.            |
| Justyna Kowalczyk | 30 km       |           |           |             |             |          |          |         |         | 1:22:27,5     |               |

## Síugrás
| Versenyző                                         | Versenyszám | Selejtező | Selejtező | 1. ugrás | 1. ugrás | 2. ugrás | 2. ugrás | Összesítés | Összesítés |
| Versenyző                                         | Versenyszám | Pont      | Hely.     | Pont     | Hely.    | Pont     | Hely.    | Pont       | Helyezés   |
| ------------------------------------------------- | ----------- | --------- | --------- | -------- | -------- | -------- | -------- | ---------- | ---------- |
| Stefan Hula                                       | Normálsánc  | 110,5     | 24.       | 115,5    | 27.      | 102,5    | 29.      | 218,0      | 29.        |
| Adam Małysz                                       | Normálsánc  |           |           | 130,0    | 8.       | 131,0    | 5.*      | 261,0      | 7.         |
| Adam Małysz                                       | Nagysánc    |           |           | 111,4    | 10.      | 111,3    | 17.      | 222,7      | 14.        |
| Robert Mateja                                     | Normálsánc  | 127,0     | 4.**      | 115,0    | 28.*     | 114,0    | 21.      | 229,0      | 25.        |
| Robert Mateja                                     | Nagysánc    | 80,3      | 28.*      | 84,8     | 38.      | kiesett  | kiesett  | kiesett    | kiesett    |
| Rafał Śliż                                        | Nagysánc    | 63,1      | 43.       | kiesett  | kiesett  | kiesett  | kiesett  | kiesett    | kiesett    |
| Stefan Hula Adam Małysz Robert Mateja Kamil Stoch | Csapat      |           |           | 445,2    | 5.       | 449,2    | 7.       | 894,4      | 5.         |

* - egy másik versenyzővel azonos eredményt ért el

** - két másik versenyzővel azonos eredményt ért el

## Snowboard
Halfpipe
| Versenyző       | Versenyszám | 1. selejtező | 1. selejtező | 2. selejtező | 2. selejtező | Döntő      | Döntő      | Döntő   | Helyezés |
| Versenyző       | Versenyszám | Pont         | Hely.        | Pont         | Hely.        | 1. forduló | 2. forduló | Hely.   | Helyezés |
| --------------- | ----------- | ------------ | ------------ | ------------ | ------------ | ---------- | ---------- | ------- | -------- |
| Mateusz Ligocki | Férfi       | 11,6         | 38.          | 4,0          | 38.          | kiesett    | kiesett    | kiesett | 44.      |
| Michał Ligocki  | Férfi       | 11,3         | 40.          | 26,9         | 23.          | kiesett    | kiesett    | kiesett | 29.      |
| Paulina Ligocka | Női         | 31,8         | 11.          | 31,8         | 11.          | kiesett    | kiesett    | kiesett | 17.      |

Parallel giant slalom
| Versenyző          | Versenyszám | Selejtező | Selejtező | Nyolcaddöntő      | Negyeddöntő       | Elődöntő          | Döntő             | Helyezés |
| Versenyző          | Versenyszám | Idő       | Hely.     | Ellenfél Eredmény | Ellenfél Eredmény | Ellenfél Eredmény | Ellenfél Eredmény | Helyezés |
| ------------------ | ----------- | --------- | --------- | ----------------- | ----------------- | ----------------- | ----------------- | -------- |
| Blanka Isielonis   | Női         | 1:25,87   | 27.       | kiesett           | kiesett           | kiesett           | kiesett           | 27.      |
| Jagna Marczułajtis | Női         | 1:23,12   | 17.       | kiesett           | kiesett           | kiesett           | kiesett           | 17.      |

Snowboard cross
| Versenyző                | Versenyszám | Selejtező | Selejtező | Nyolcaddöntő | Negyeddöntő | Elődöntő | Döntő    | Helyezés |
| Versenyző                | Versenyszám | Idő       | Hely.     | Helyezés     | Helyezés    | Helyezés | Helyezés | Helyezés |
| ------------------------ | ----------- | --------- | --------- | ------------ | ----------- | -------- | -------- | -------- |
| Mateusz Ligocki          | Férfi       | 1:21,81   | 13.       | 4.           | kiesett     | kiesett  | kiesett  | 20.      |
| Rafał Skarbek-Malczewski | Férfi       | 1:22,07   | 16.       | 4.           | kiesett     | kiesett  | kiesett  | 22.      |

## Szánkó
| Versenyző                           | Versenyszám | 1. futam | 1. futam | 2. futam | 2. futam | 3. futam | 3. futam | 4. futam | 4. futam | Összesítés | Összesítés |
| Versenyző                           | Versenyszám | Idő      | Hely.    | Idő      | Hely.    | Idő      | Hely.    | Idő      | Hely.    | Idő        | Helyezés   |
| ----------------------------------- | ----------- | -------- | -------- | -------- | -------- | -------- | -------- | -------- | -------- | ---------- | ---------- |
| Ewelina Staszulonek                 | Női egyes   | 48,653   | 19.      | 47,666   | 13.      | 48,293   | 20.      | 47,567   | 13.      | 3:12,179   | 15.        |
| Krzysztof Lipiński Marcin Piekarski | Kettes      | 49,829   | 18.      | 48,616   | 16.      |          |          |          |          | 1:38,445   | 17.        |

## Szkeleton
| Versenyző       | Versenyszám | 1. futam | 1. futam | 2. futam | 2. futam | Összesítés | Összesítés |
| Versenyző       | Versenyszám | Idő      | Hely.    | Idő      | Hely.    | Idő        | Helyezés   |
| --------------- | ----------- | -------- | -------- | -------- | -------- | ---------- | ---------- |
| Monika Wołowiec | Női         | 1:02,31  | 15.      | 1:02,99  | 15.      | 2:05,30    | 15.        |